# Herman Sätherberg
Carl Herman Sätherberg, född 19 maj 1812 i Botkyrka församling, Stockholms län, död 9 januari 1897 i Klara församling, Stockholms stad, var en svensk lyriker, läkare med professors namn  och tecknare. 

## Biografi
Hermans far var förvaltaren och bankokamreraren vid Tumba pappersbruk Johan Fredrik Sätherberg och Inga Maria Bohman och från 1848 gift med Emma Sofia Ekman. Efter faderns död köpte Herman och hans mor Nolinge säteri i Grödinge socken efter den då avlidne hovmarskalken hos prinsessan Sofia Albertina, greve Cronstedt.
Efter akademiska studier i Uppsala och Lund blev Sätherberg medicine doktor 1843 vid sidan av sina akademiska studier följde han undervisningen vid Gymnastiska centralinstitutet. Han var från 1841 underläkare vid Nils Åkermans ortopediska institut i Stockholm och efter att institutet ombildades till Gymnastisk-ortopediska institutet var han dess föreståndare 1847–1879 och gjorde där en betydande insats på den medicinska gymnastikens område. Där behandlade han även en då 9- respektive 14-åring Selma Lagerlöf under fem månader år 1868 respektive 1873. Hennes ena ben var defekt vilket gjorde att hon haltade och detta fick hon övningar och vård för under professor Sätherbergs ledning under sin tid på institutet. Han följde som läkare med korvetten Karlskrona till Medelhavet 1844–1845. En resa som skildras i Utflykter på hafvet 1–2 (1845–1846). Han fick professors namn 1877. På de stora utställningarna Exposition Universelle i Paris 1855 och Bryssel 1876 belönades han med priser för konstruerade ortopediska apparater och teckningar. 

### Diktning
Hans första försök som lyriker skedde i den poetiska kalendern Skogsharpan 1836. Han räknades mest som naturlyriker, men skrev också lustspel (Hvita frun på Drottningholm, 1847), dramatisk dikt (Naima, 1870), historiska skådespel (Ur förtryckets natt, 1882) och episk diktning (Khalifens äfventyr, 1888). Verket Blomsterkonungen från 1879, en dikt till minnet av Carl von Linné, vann större spridning. 

### Sångtexter
Han var prins Gustafs favorittextförfattare och skrev bland annat texten till dennes Vårsång ("Glad såsom fågeln") och Studentsång ("Sjungom studentens lyckliga dag!"). Han har dessutom skrivit texten till Längtan till landet ("Vintern rasat") med musik av Otto Lindblad.
Vid sidan av sin yrkeskarriär bedrev han ett omfattande medicinskt författarskap och året före sin död utgav han memoarboken Lefnadsminnen. Som tecknare ritade han personer som utförde gymnastiska rörelser samt porträtt bland annat av kollegan Nils Åkerman. ´

## Priser och utmärkelser
- 1879 – Kungliga priset